# 小木和孝
小木 和孝（こぎ かずたか、1933年（昭和8年）2月26日 - ）は、日本の労働衛生学者である。作家で精神科医の加賀乙彦（本名：小木貞孝）は実兄で、東京大学医学部の先輩でもある。

## 経歴・人物
東京府（現在の東京都）の生まれ。東京大学医学部卒業後、当時倉敷紡績の社長を務めた大原孫三郎が設立した大原記念労働科学研究所に研究員として活動する。その後同研究所を退所し、1965年（昭和40年）に日本国有鉄道内の労働科学研究所における主任研究員を務めた。
同所に勤務中の1967年（昭和42年）に発生した機関助手（火夫）の廃止問題においては、廃止是認の調査報告を批判したことにより、1969年（昭和44年）に終結した事に貢献した。1983年（昭和58年）には国際労働機関（ILO）に入り、日本における労働条件環境局労働安全衛生部長を務め、後に局長に昇格する。1992年（平成4年）には再度労働科学研究所に復帰し、所長を務めた。

## 著書
- 『現代人に疲労』